# Fiddler’s Island
Fiddler’s Island ist eine Insel im Fluss Themse bei Oxford in England. Die Insel liegt südlich von Port Meadow im Flussabschnitt oberhalb des Osney Lock.
Die Nordseite der Insel liegt zwischen der Themse und dem oberen Ende des Castle Mill Stream, einem Altwasserarm der Themse. Fiddler’s Island Stream fließt auf der Ostseite des südlichen Endes der Insel. Im Süden der Insel ist ein kurzer Abschnitt, der als Sheepwash Channel eine Verbindung zum Castle Mill Stream dem Oxford-Kanal herstellt.
Der Themsepfad läuft die gesamte Länge der Insel entlang. Auf der Seite des Castle Mill Stream gibt es zahlreiche Bootsanleger. Die regenbogenförmige Medley Footbridge überquert den Hauptarm des Flusses nach Westen an der Nordseite und eine flache eiserne Bailey-Brücke überquert den Castle Mill Stream weiter südlich und stellt eine Verbindung mit Port Meadow im Osten her. Eine schmale Fußgängerbrücke führt den Themsepfad am Ufer nach Osney Bridge. Das Nordende von Fiddler’s Island ist sehr schmal. Das Südende mit der Brücke ist wesentlich breiter.
Östlich der Insel liegt Cripley Meadow, ein Gebiet, das größtenteils aus Kleingärten besteht.
Das Baden auf Fiddler’s Island wurde 1852 von der Gemeinde Oxford als wahrscheinlich dem ersten Platz in der Gemeinde erlaubt.

## Galerie

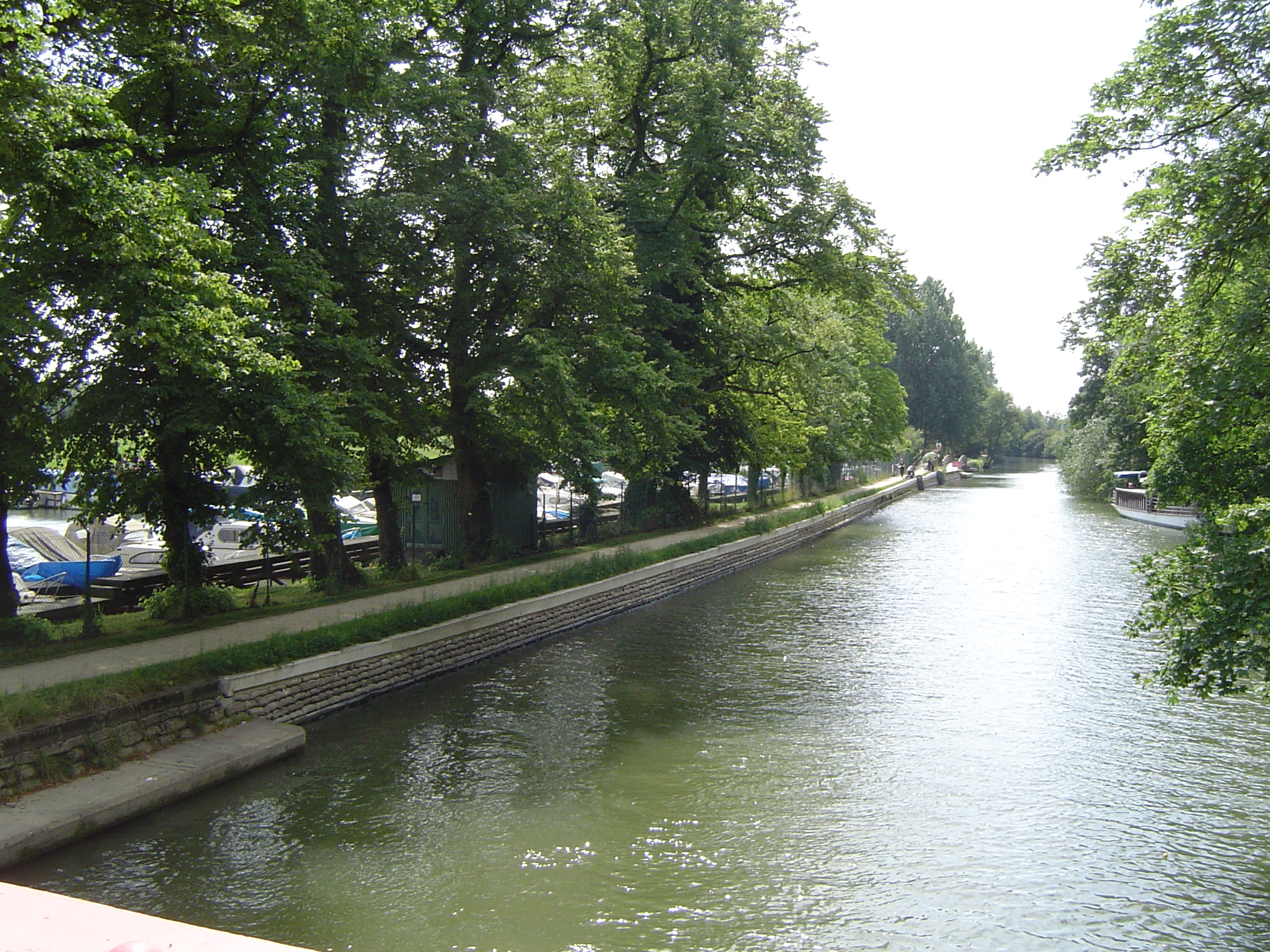
Der nördliche Teil der Insel
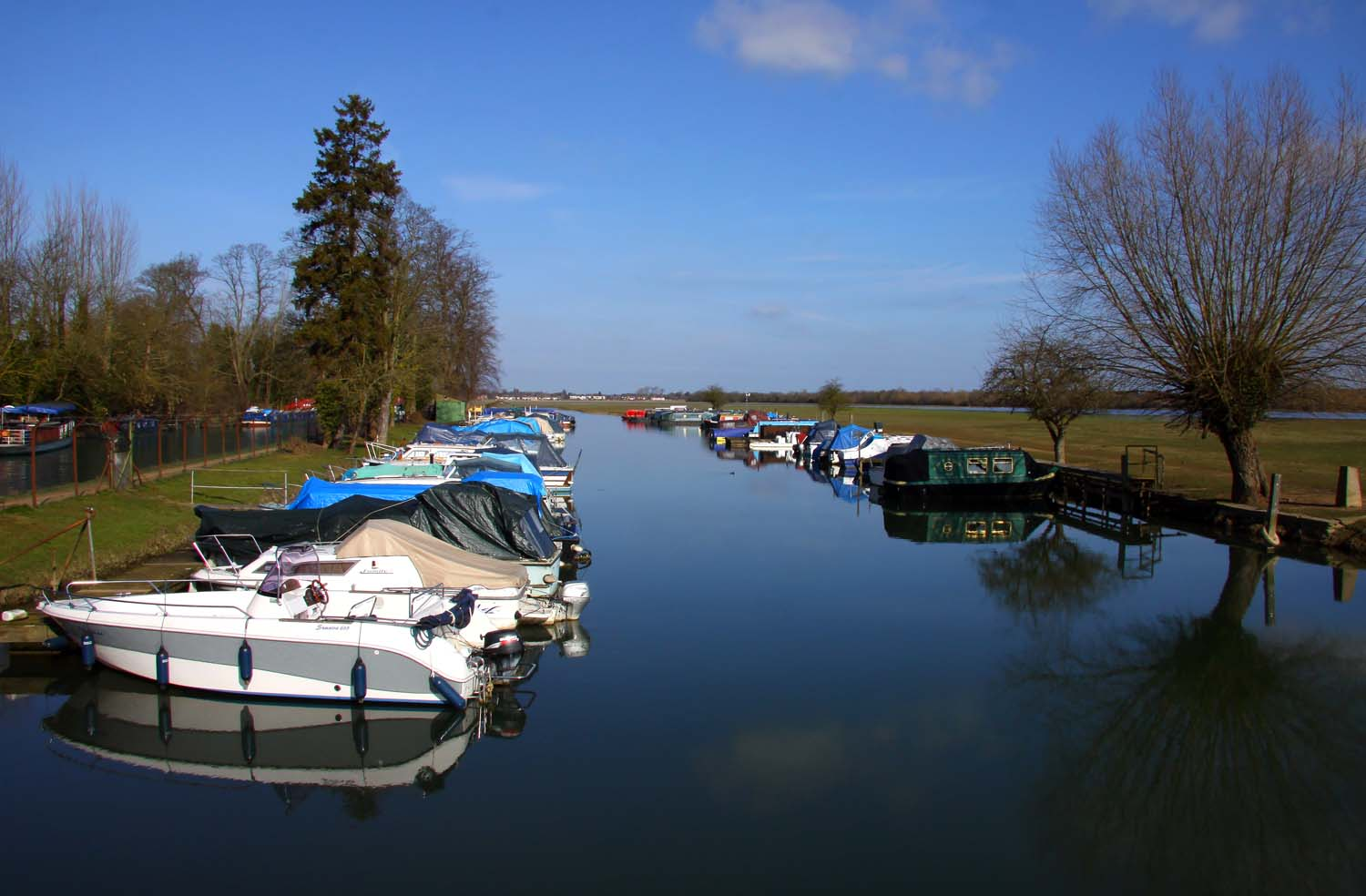
Bootsanleger im Castle Mill Stream
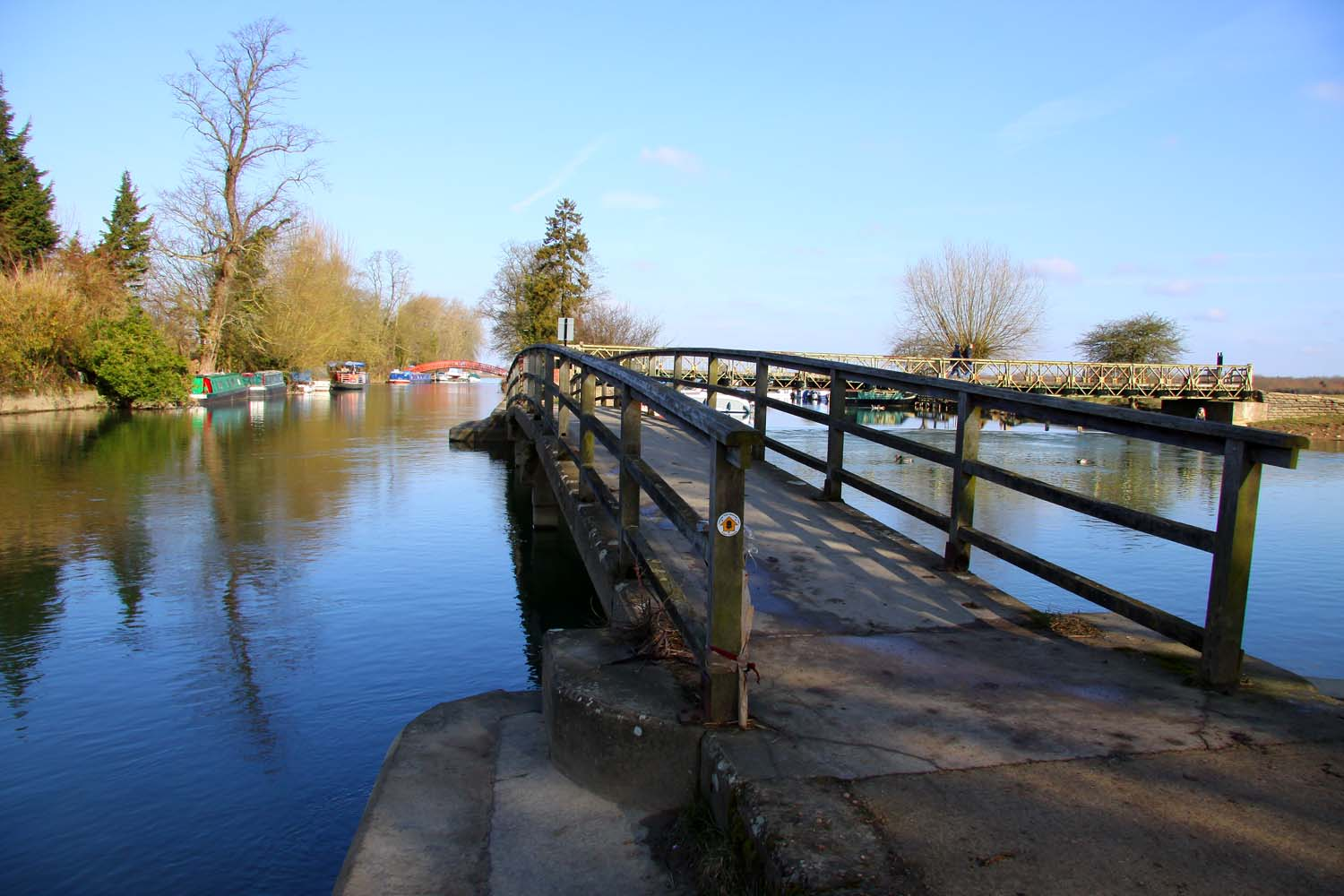
Der Themsepfad auf Fiddler’s Island in Blickrichtung Norden
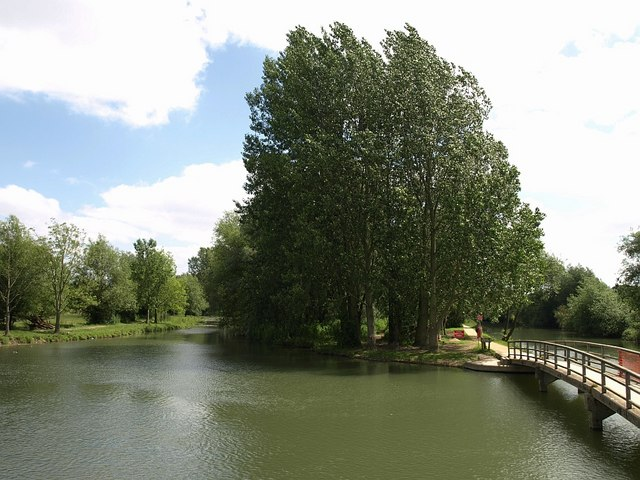
Blick nach Süden entlang des Themsepfad
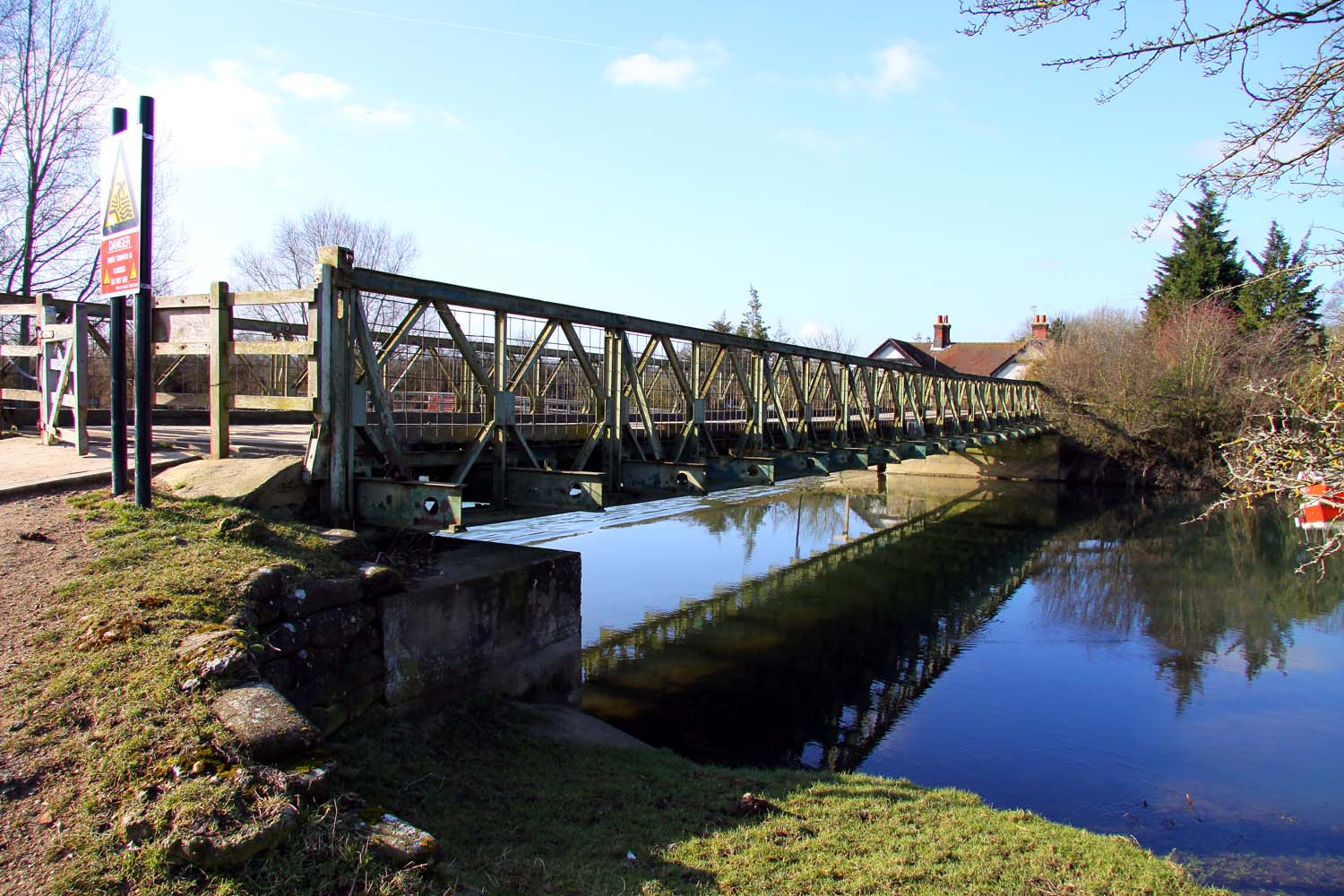
Die Bailey-Brücke von Port Meadow nach Fiddler’s Island
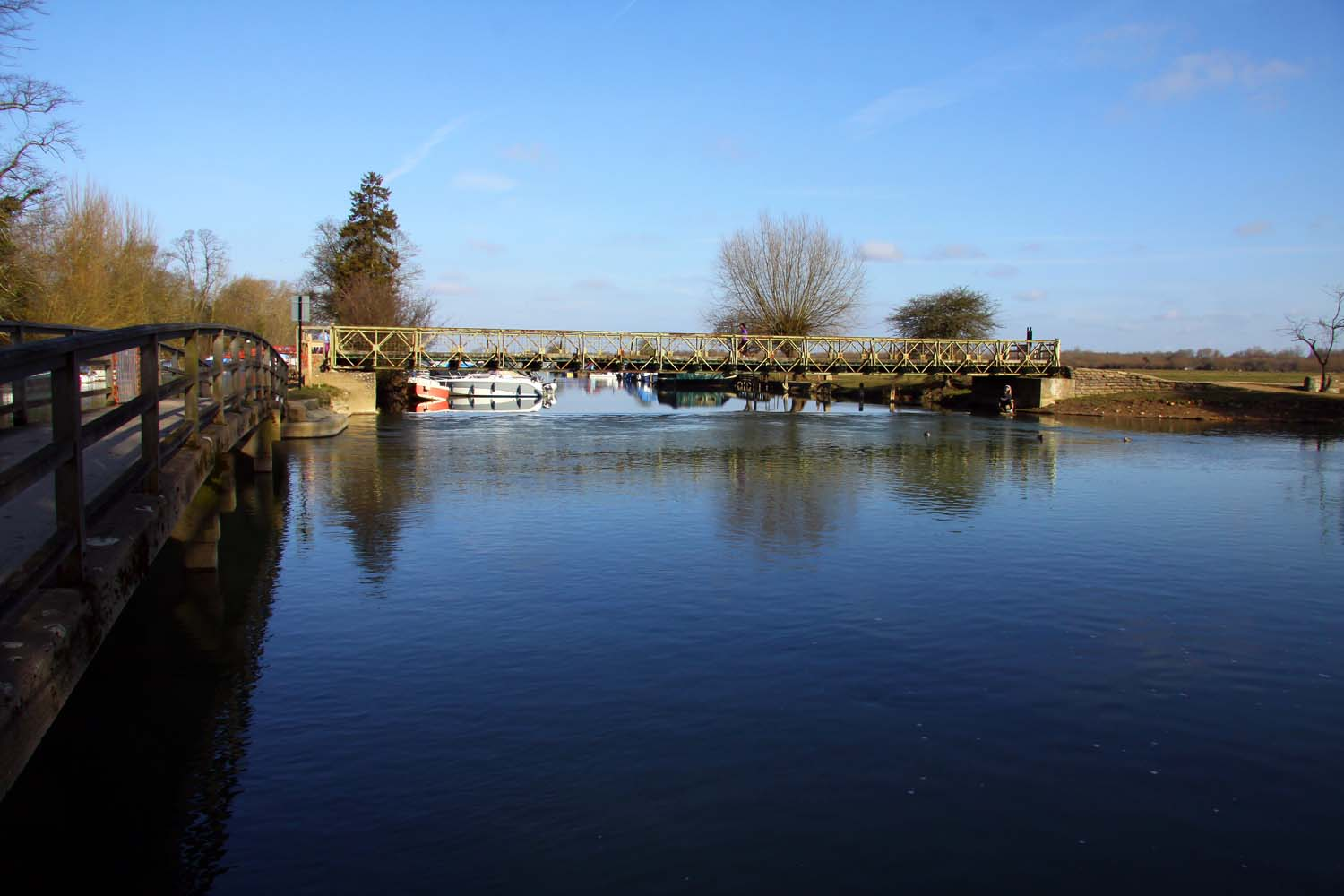
Blick nach Norden mit Port Meadow rechts im Bild